# Phalops sulcatus
Phalops sulcatus är en skalbaggsart som beskrevs av Lansberge 1883. Phalops sulcatus ingår i släktet Phalops och familjen bladhorningar. Inga underarter finns listade i Catalogue of Life.